# Stenshuvud

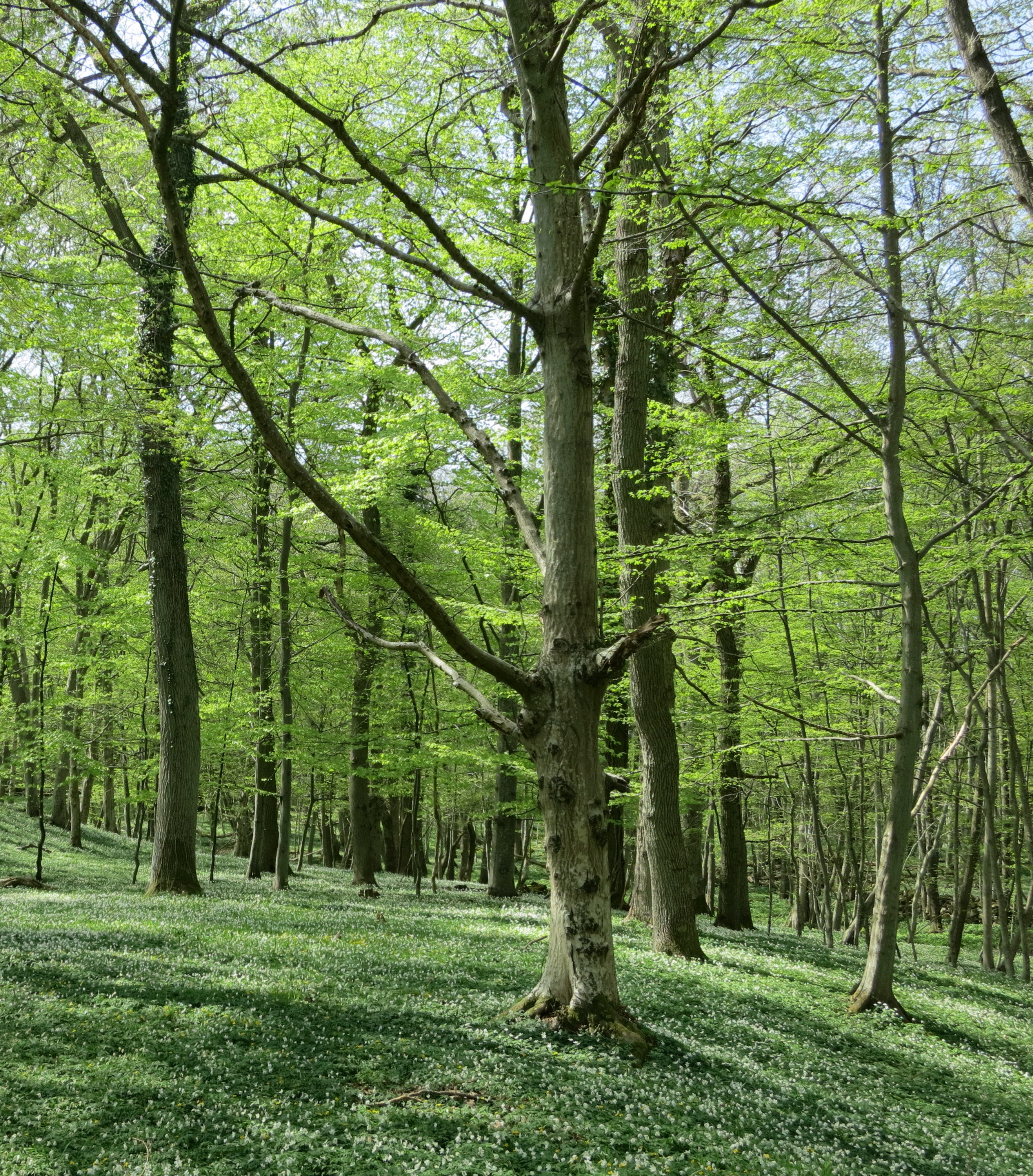
Bokskog i nationalparken.

Stenshuvud är ett berg och utsiktspunkt i Södra Mellby socken i östra Skåne. Det utgör Linderödsåsens branta avslutning i öster mot Hanöbukten i Östersjön.
Bergets namn kommer från början av benämningen Stora sten och berget har länge varit ett viktigt sjömärke. Enligt legenden bor jätten Sten också kallad Stenhogubben med sin familj och kreatur inne i berget med ingång via en grotta kallad Giddastuan. Ett flertal folksägner finns kopplade till jättens verksamhet och illdåd i trakterna.
På bergets topp finns rester av en fornborg från yngre järnåldern. Den 31 maj 1749 passerade Carl von Linné och sekreteraren Olof Söderberg Stenshuvud. I reseprotokollet kan man läsa följande: ”Stenshufvud är et högt berg, som ligger in på sjelfwa hafskanten til en nyttig landkänning för de sjöfarande”.[källa behövs]
År 1986 skapades den nästan 400 hektar stora nationalparken Stenshuvuds nationalpark, belägen i Södra Mellby socken i Simrishamns kommun. Norra Stenshuvuds topp, 96 meter över havet, utgör den högsta av tre utkiksplatser i parken. På området finns ett naturum med information om Stenshuvuds geologi, flora, fauna och kulturhistoria. Till största del består parken av lövskog, i synnerhet avenbok och bok. Under våren är bokskogen beväxt av stora mängder vit- och gulsippor. I den södra delen finns öppen hedmark med ett glest bestånd av enbuskar. Heden domineras av torrmarksväxter som sandstarr, borsttåtel, hedblomster och backtimjan. Parken har ett rikt fågelliv, med skönsång från till exempel näktergalen.

## Bilder

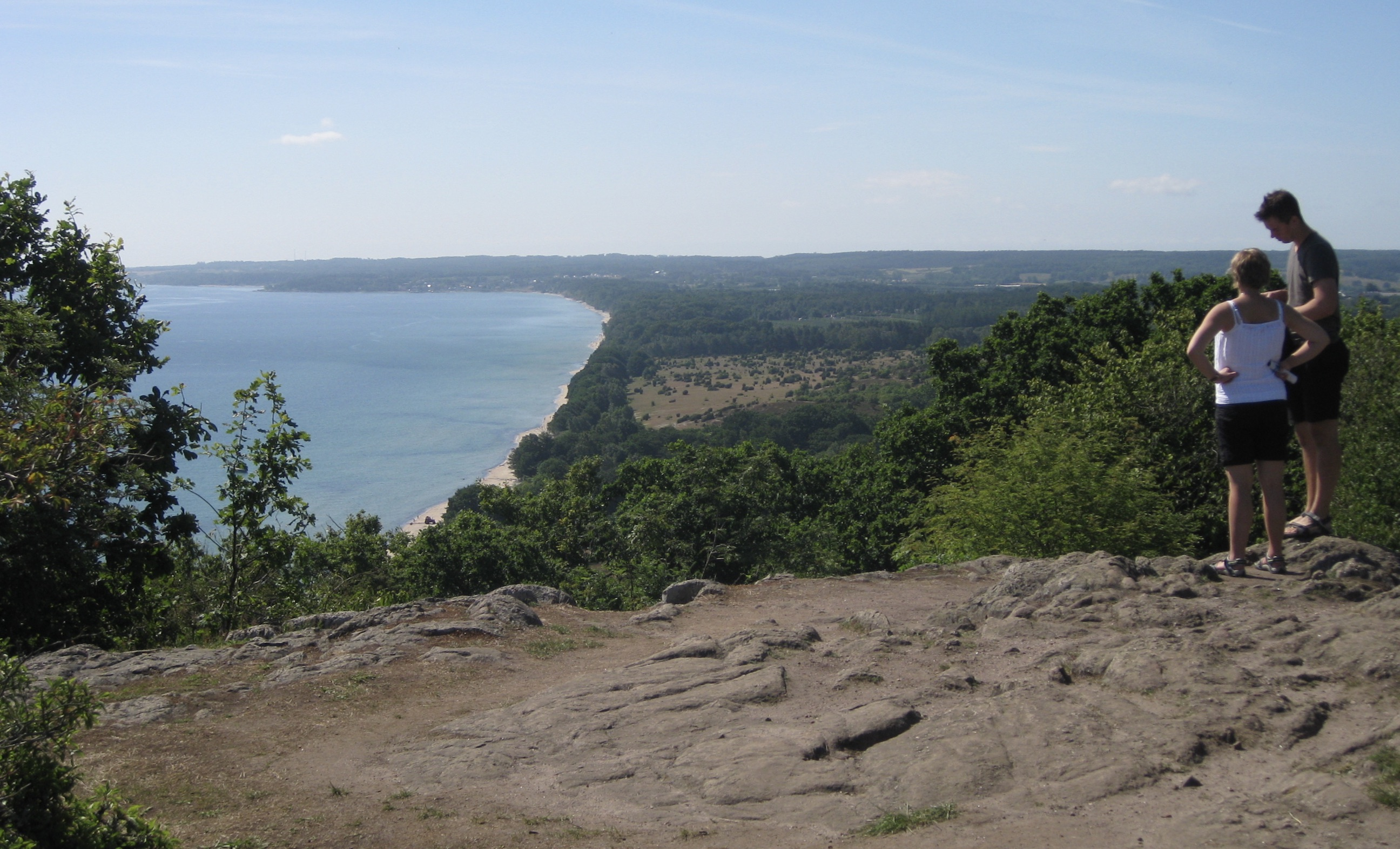
Utsikt söderut från Stenshuvud.
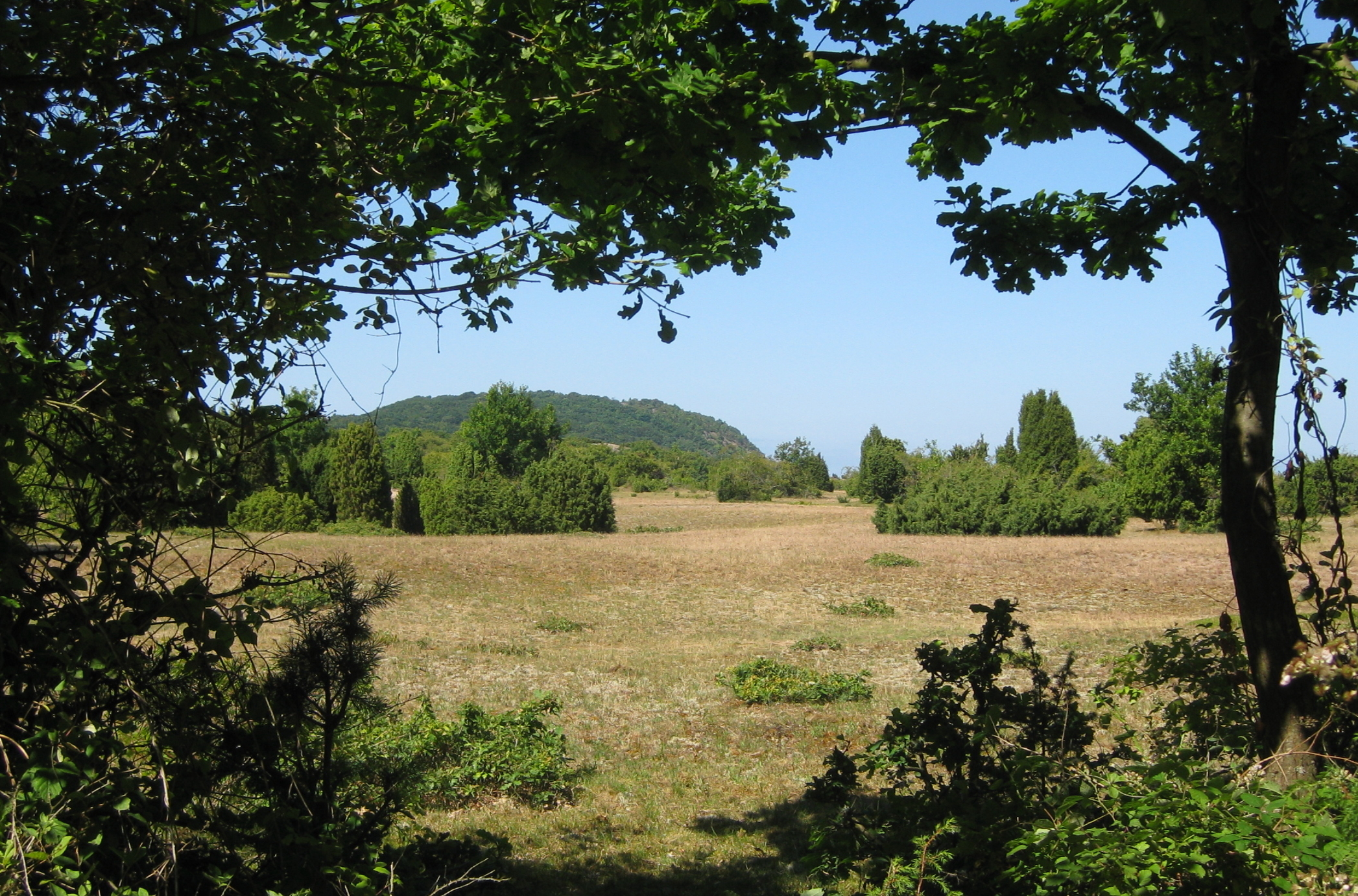
Enefälad i nationalparken.
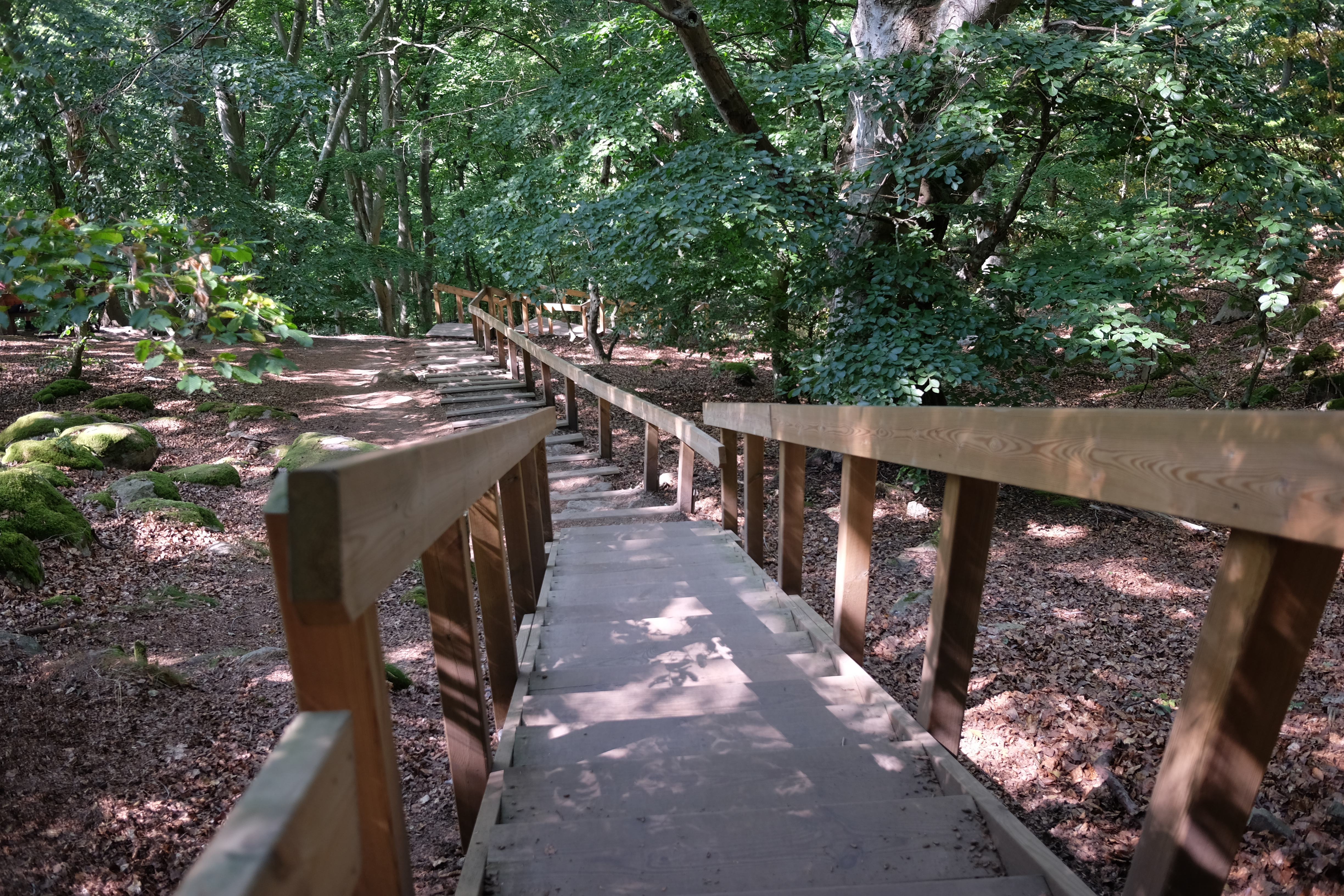
Trappor mot toppen.
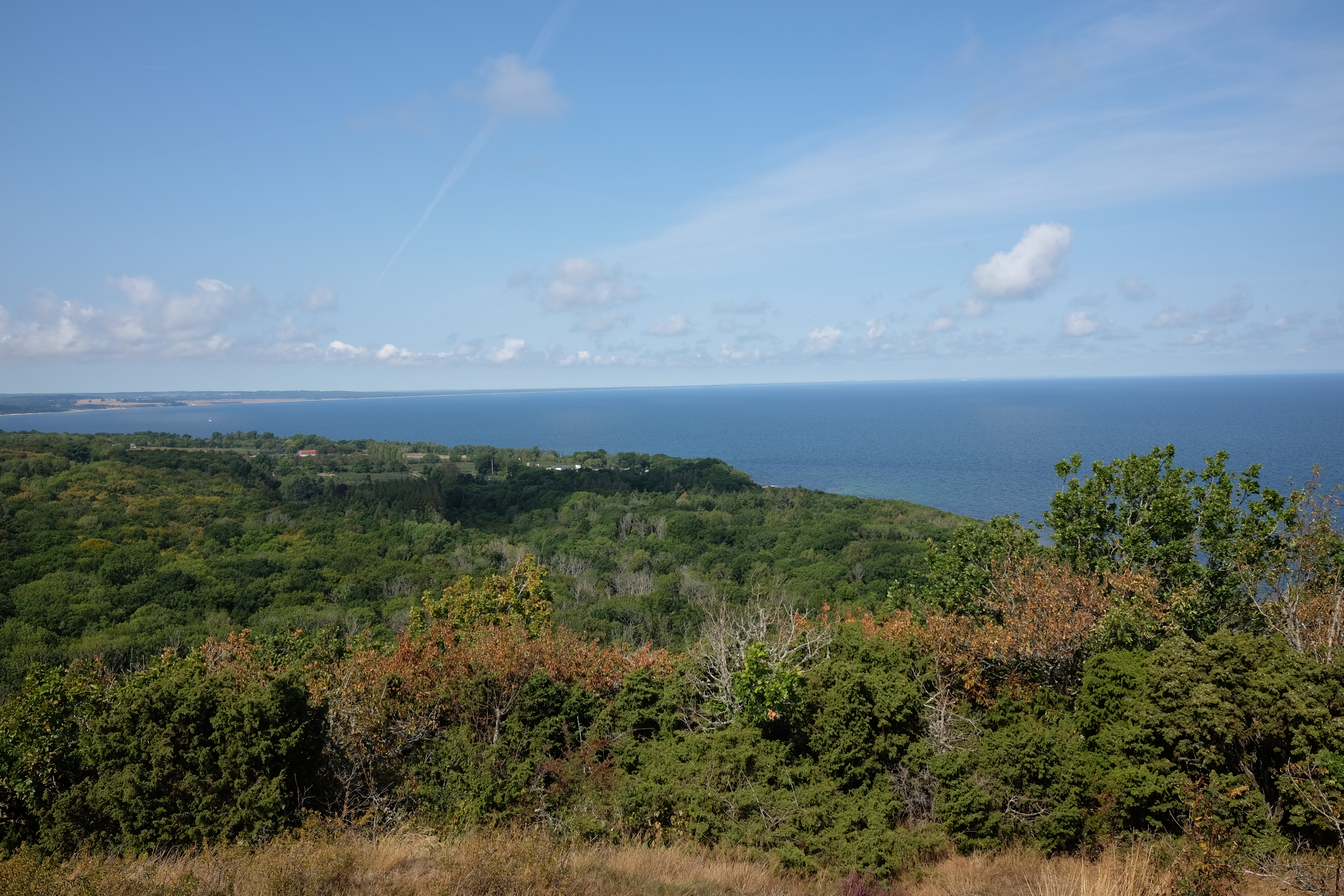
Utsikt norrut.
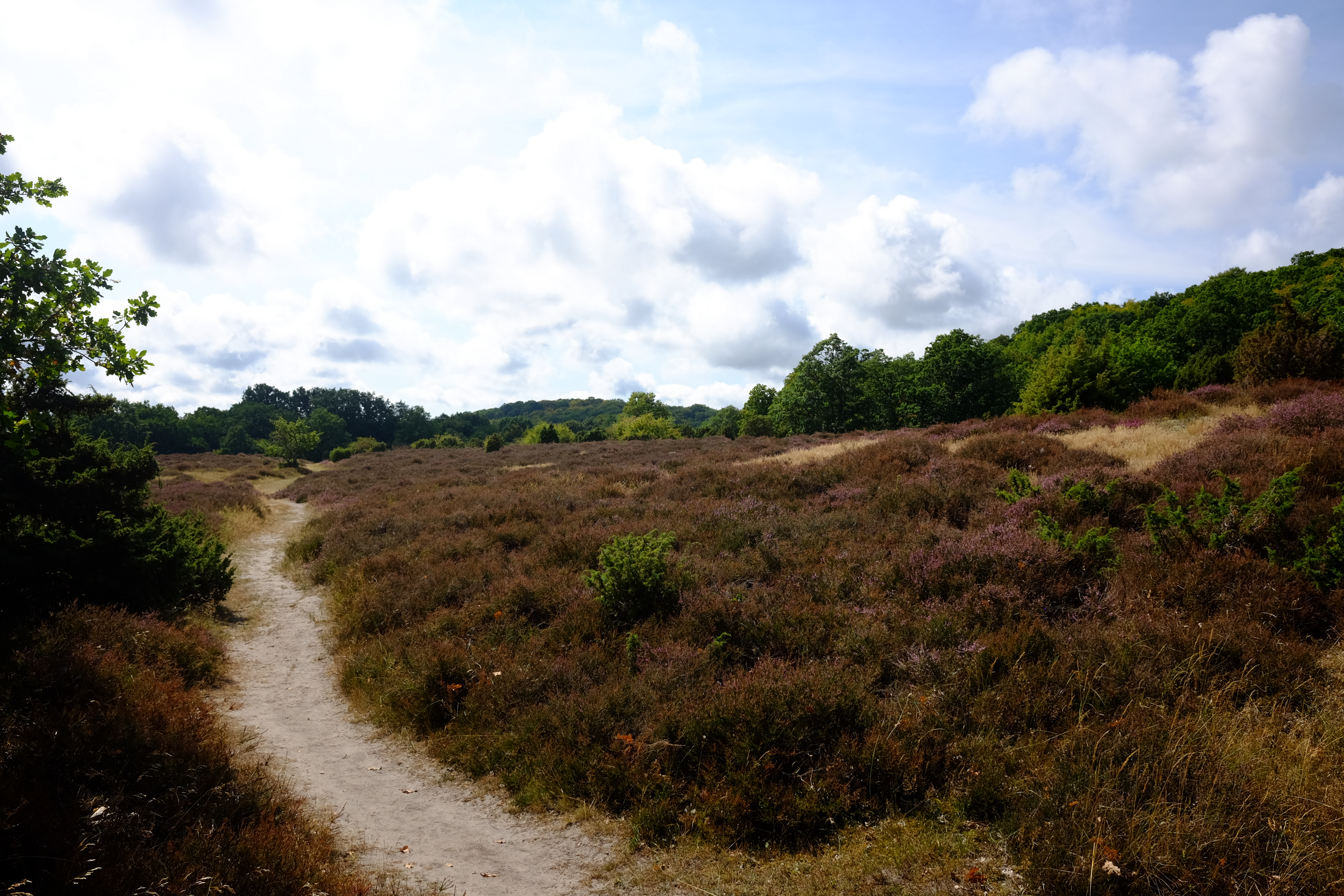
Ljunghed i Stenshuvud.
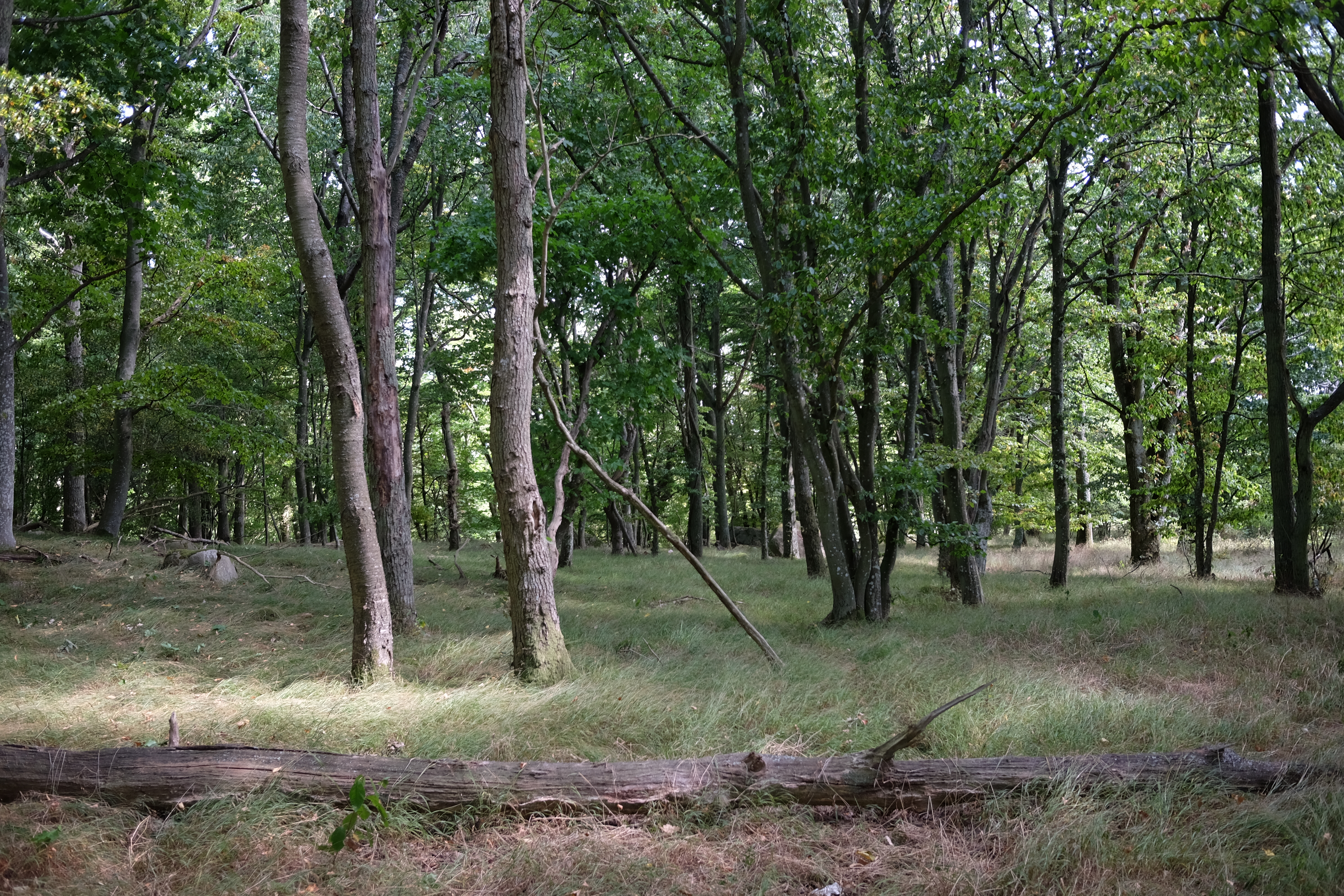
Bokskog i Stenshuvud.
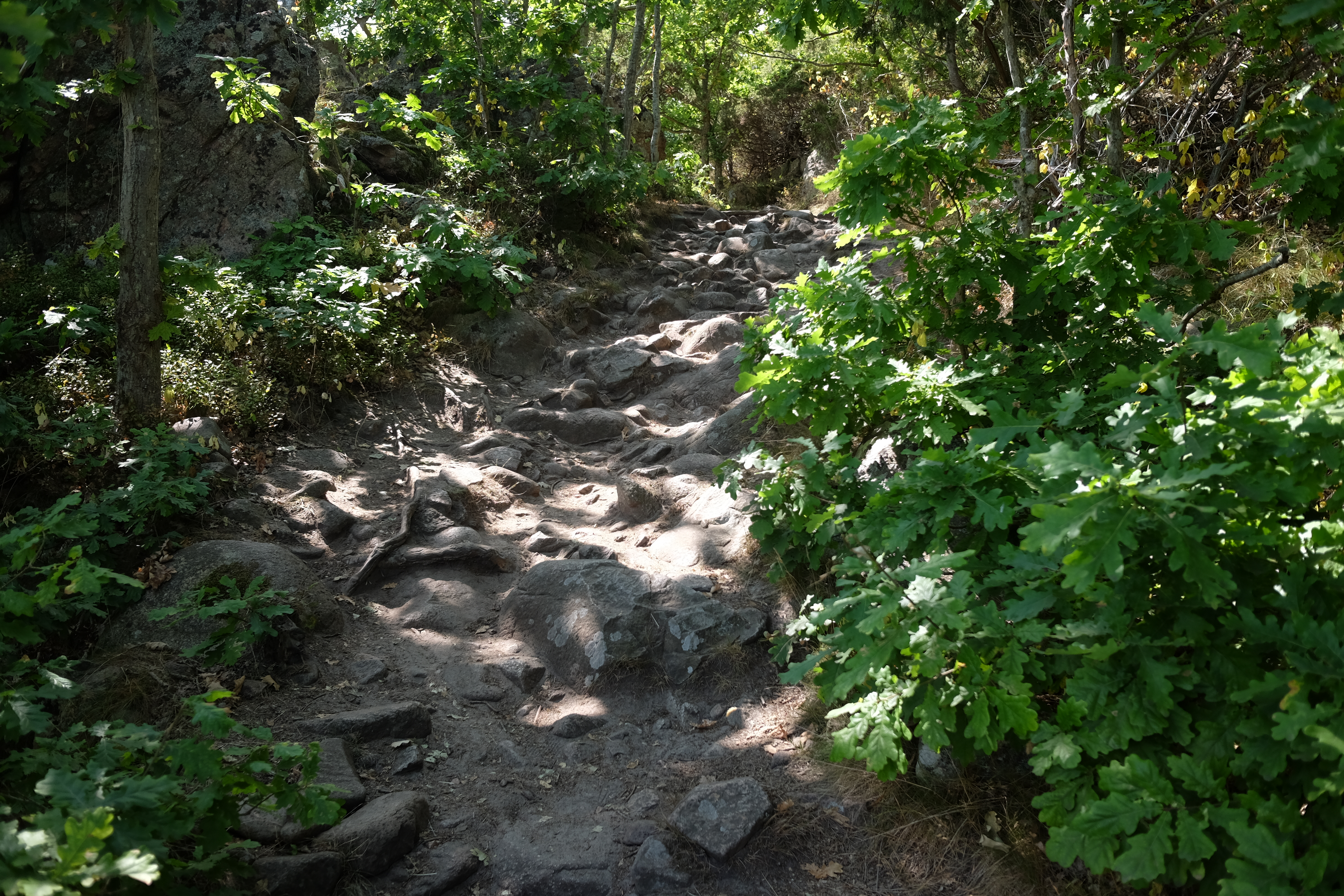
Stentäckt vandringsled.